# Moulin Péan
Le Moulin Péan est l'un des derniers moulins à eau du Québec au Canada, situé à Beaumont, dans la région de Chaudière-Appalaches. Construit en 1744 au pied de la chute dite «chute à Maillou», en bordure du fleuve Saint-Laurent, il cessa ses opérations avant le milieu du XIXe siècle. Ce moulin à farine et ses hangars joueront un rôle considérable dans les malversations qui entachent la fin du Régime français.
Des fouilles archéologiques ont été réalisées sur le site durant trois ans, de 1984 à 1986. Les fondations du moulin ont été consolidées et sont mises en valeur. La cage des roues a été reconstruite en 1986 à partir des pierres trouvées sur place. Un théâtre y a été aménagé, mais le vandalisme et le vol d'équipements en ont obligé la fermeture. Il y a un projet d'aménager un musée pour interpréter les chantiers de fouilles et mettre en valeur les artéfacts.
Une légende rapporte qu'un trésor aurait été enfoui dans les environs du moulin par le seigneur Péan avant son départ pour la France en 1758.
En haut de la chute se trouve le moulin de Beaumont. À Beaumont, on peut voir aussi le Moulin de Vincennes.

## Identification
- Nom du bâtiment : Moulin Péan
- Adresse civique : 2, rue du Fleuve
- Municipalité : Beaumont
- Propriété : Privée

## Construction
- Date de construction : 1744
- Nom du constructeur :
- Nom du propriétaire initial : Hugues Jacques Péan, seigneur de Saint-Michel

## Chronologie
(janvier 2012).
- Évolution du bâtiment :
  - 1744 : Construction
  - 1788 : Le moulin cesse de fonctionner[4].
  - Après la fin des opérations : Le moulin disparaît.
  - 1984, 1985 et 1986 : Chantiers de fouille archéologique
  - 1986 : Reconstruction de la cage des roues
- Occupants ou propriétaires (du moulin ou du site) :
  - 1744 : Hugues Jacques Péan, seigneur de Saint-Michel
  - Après 1744 : Formation d'une société regroupant Michel-Jean-Hugues, fils aîné de Péan et époux de la célèbre Angélique des Méloizes, ainsi que l'intendant François Bigot, Joseph-Michel Cadet et Brassard Deschenaux, pour se servir du moulin pour entreposer leurs denrées et les expédier de là[5].
  - 1744-... : ...
  - ...-1821 : ...
  - 1821-1833 : John Belcher
  - 1833-1876 : Patrick Ryan
  - 1876-1887 : Damase Bélanger
  - 1887-1933 : Onésime et Wilfrid Poulin
  - 1933-1947 : Adjutor Breton
  - 1947-1986 : Arthur Labrie
  - Depuis 1986 : Propriétaires actuels
- Transformations majeures :

## Architecture
- Dimensions : 53 par 36 pieds[6].

## Protection patrimoniale
Site archéologique qui fait partie du Site du Moulin-de-Beaumont, reconnu en 2008

## Mise en valeur
- Constat de mise en valeur : Vestigs apparents, escalier pour s'y rendre.
- Site d'origine : Oui
- Constat sommaire d'intégrité :
- Responsable : Les propriétaires